# Kanton Pleslin-Trigavou
Der Kanton Pleslin-Trigavou (bretonisch: Plelin-Tregavoù) ist seit 2015 ein französischer Kanton im Arrondissement Dinan, im Département Côtes-d’Armor und in der Region Bretagne; sein Hauptort ist Dinan.

## Geschichte
Der Kanton entstand mit der Neuordnung der Kantone in Frankreich im Jahr 2015 mit elf Gemeinden. Die Gemeinden gehörten früher zu den Kantonen Ploubalay (7 Gemeinden), Dinan-Ouest (3 Gemeinden) und Dinan-Est (1 Gemeinde).

## Lage
Der Kanton liegt im Nordosten des Départements Côtes-d’Armor.

## Gemeinden
Der Kanton besteht aus neun Gemeinden mit insgesamt 20.538 Einwohnern (Stand: 1. Januar 2022) auf einer Gesamtfläche von 130,43 km²:
| Gemeinde                | Bretonisch      | Einwohner (2022) | Fläche (km²) | Code postal | Code Insee |
| ----------------------- | --------------- | ---------------- | ------------ | ----------- | ---------- |
| Beaussais-sur-Mer       | -               | 4.379            | 41,65        | 22650       | 22209      |
| Lancieux                | Lanseeg         | 1.602            | 6,69         | 22770       | 22094      |
| Langrolay-sur-Rance     | Langorlae       | 992              | 5,28         | 22490       | 22103      |
| La Vicomté-sur-Rance    | Kerveskont      | 1.142            | 4,57         | 22690       | 22385      |
| Pleslin-Trigavou        | Plelin-Tregavoù | 4.043            | 21,80        | 22490       | 22190      |
| Plouër-sur-Rance        | Plouhern        | 3.423            | 19,89        | 22490       | 22213      |
| Saint-Samson-sur-Rance  | Sant-Samzun     | 1.630            | 6,27         | 22100       | 22327      |
| Taden                   | Taden           | 2.599            | 20,13        | 22100       | 22339      |
| Tréméreuc               | Tremereg        | 728              | 4,15         | 22490       | 22368      |
| Kanton Pleslin-Trigavou | Plelin-Tregavoù | 20.538           | 130,43       | -           | 2219       |

## Veränderungen im Gemeindebestand seit der landesweiten Neuordnung der Kantone
2017: Fusion Plessix-Balisson, Ploubalay und Trégon → Beaussais-sur-Mer

## Politik
Im 1. Wahlgang am 22. März 2015 erreichte keines der vier Wahlpaare die absolute Mehrheit. Bei der Stichwahl am 29. März 2015 gewann das Gespann Françoise Bichon/Eugène Caro (beide DVD) gegen Raymond Armange/Hélène Coz (beide PS) mit einem Stimmenanteil von 53,95 % (Wahlbeteiligung:56,91 %).
| Vertreter im conseil général des Départements | Vertreter im conseil général des Départements | Vertreter im conseil général des Départements |
| Amtszeit                                      | Name                                          | Partei                                        |
| --------------------------------------------- | --------------------------------------------- | --------------------------------------------- |
| 2015–                                         | Françoise Bichon Eugène Caro                  | DVD                                           |